# Sarah Stevenson
Sarah Stevenson, MBE (* 30. März 1983 in Doncaster) ist eine britische Taekwondoin. Sie startet im Mittel- und Schwergewicht.
Stevenson begann im Alter von sieben Jahren beim Verein Doncaster All Stars mit Taekwondo. Ihre ersten Erfolge feierte sie bereits mit 15 Jahren, 1998 wurde sie zunächst Juniorenweltmeisterin, ein Jahr darauf Junioreneuropameisterin. Sie konnte sich für die Olympischen Spiele 2000 in Sydney qualifizieren. Dort erreichte sie das Halbfinale, verpasste als Vierte eine Medaille jedoch knapp. Im Jahr darauf errang Stevenson schließlich ihre erste internationale Medaille, sie gewann bei der Weltmeisterschaft 2001 in Jeju-si die Goldmedaille. Bei der Europameisterschaft 2002 in Samsun und 2004 in Lillehammer konnte sie jeweils die Silbermedaille gewinnen. Stevenson qualifizierte sich für ihre zweiten Olympischen Spiele in Athen, verlor dort jedoch ihren Auftaktkampf und schied aus. Erfolgreicher lief das Jahr 2005. Stevenson gewann bei der Europameisterschaft in Riga und der Weltmeisterschaft in Madrid jeweils den Titel. Sie konnte den EM-Titel im folgenden Jahr bei der Europameisterschaft in Bonn erfolgreich verteidigen.
Danach wechselte Stevenson in die leichtere Gewichtsklasse bis 67 Kilogramm. Sie qualifizierte sich für die Olympischen Spiele 2008 in Peking. Dort traf sie im Viertelfinale auf die Lokalmatadorin Chen Zhong und setzte Sekunden vor Kampfende den entscheidenden Kopftreffer, der erst nach Protest und Studium der Videobilder anerkannt wurde. Nach einer Niederlage im Halbfinale gewann sie im Kampf um Bronze und errang die erste britische Olympiamedaille im Taekwondo. In den folgenden Jahren gewann Stevenson weitere Goldmedaillen, sie siegte bei der Europameisterschaft 2010 in Sankt Petersburg und der Weltmeisterschaft 2011 in Gyeongju. Stevenson gilt als eine der größten britischen Medaillenhoffnungen für die Olympischen Heimspiele in London. Als Vertreterin der Sportler sprach sie bei der Eröffnung der Spiele den olympischen Eid.
Stevensons Ehemann ist ebenfalls dem Taekwondo verbunden und gehört zum Trainerteam der britischen Nationalmannschaft.